# 小坎布雷島

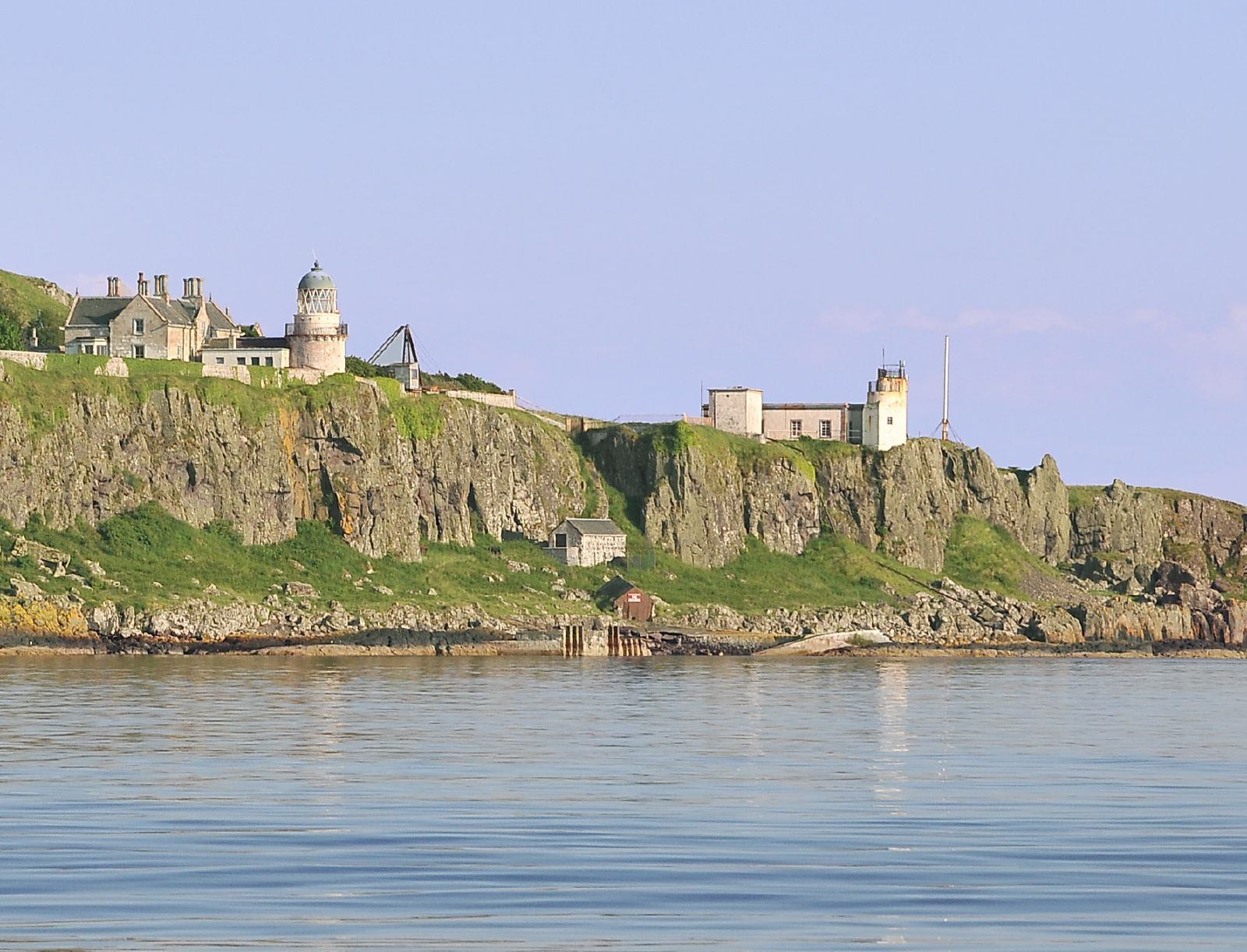

小坎布雷島是蘇格蘭的島嶼，位於大西洋海域，由北艾爾郡負責管轄，面積3.13平方公里，最高點海拔高度123米，該島西部的燈塔建於1793年，島上無人居住。

## 外部連結
- Pictures of lighthouse （页面存档备份，存于）

55°43′17″N 4°57′18″W / 55.72131°N 4.95503°W